# Steinbach (Hadamar)
Steinbach ist ein Stadtteil von Hadamar im mittelhessischen Landkreis Limburg-Weilburg.

## Geografische Lage
Steinbach befindet sich am nordöstlichen Rand des Limburger Beckens, am Südrand des Westerwaldes südöstlich des 398 Meter hohen Heidenhäuschens, eines Basaltmassivs.
Die Steinbacher Gemarkung fällt durch einen weit nach Nordosten herausragenden Ausläufer auf, der das Waldgebiet um den Gleisenberg umfasst. Von Nordwesten im Uhrzeigersinn grenzt die Gemarkung an die Waldbrunner Ortsteile Ellar, Hintermeilingen und Lahr. Von letzterem ist das Steinbacher Gebiet durch den Kerkerbach getrennt. Im Osten schließen sich die Beselicher Ortsteile Heckholzhausen und Obertiefenbach an, im Südwesten die Hadamarer Stadtteile Oberweyer und Oberzeuzheim.
Nördlich der Ortslage verläuft ein Höhenzug in Ost-West-Richtung, dessen westlichster Punkt das steil aufragende Heidenhäuschen und der östlichste der Gleisenberg (308 Meter) ist. Das Heidenhäuschen selbst befindet sich jedoch in der Oberzeuzheimer Gemarkung, sodass der höchste Punkt auf Steinbacher Gebiet auf etwas unter 350 Meter liegen dürfte. Nach Süden weist die Gemarkung nur geringe Höhenunterschiede auf. Das westlich des Orts verlaufende Tal des Holzbachs und das des Tiefenbachs im Osten sind nur sanft eingeschnitten. Der Ort selbst liegt auf rund 230 bis 260 Metern Höhe. Der nördliche Teil der Gemarkung, rund die Hälfte der Fläche, ist von Mischwald bedeckt. Das übrige Gebiet außerhalb der Ortslage wird von landwirtschaftlichen Flächen eingenommen.

## Geschichte

### Ortsgeschichte
Erste Funde aus der Steinbacher Gemarkung lassen auf keltische und fränkische Siedlungen schließen. Das Heidenhäuschen war eine keltische Fliehburg. Die älteste gesicherte urkundliche Erwähnung von Steinbach ist auf den 13. Dezember 1271 datiert. Es gibt jedoch Hinweise auf Schenkungen von Ländereien in Ortsnähe für das Jahr 1212. Bedeutend für die Ortsentwicklung war die Lage am Kreuzungspunkt zweier Altstraßen, der Koblenz-Wetzlarer Straße und der „Langen Meil“ zwischen Limburg und Dillenburg sowie Siegen.
Bis zur Säkularisation im Jahr 1806 war die Abtei Marienstatt der größte Grundeigentümer in und um Steinbach. Die Landesherrschaft war meist geteilt zwischen verschiedenen nassauischen Linien, Kurtrier und der Grafschaft Katzenelnbogen. Im Jahr 1564 setzte sich Nassau-Dillenburg als alleinige Herrschaft durch.
Der Ursprung der Siedlung befand sich vermutlich dort, wo heute der Friedhof des Orts angelegt ist. Bis zum Dreißigjährigen Krieg lag der Ortskern an der Kirchstraße, während des Wiederaufbaus nach der schweren Kriegsverwüstung entwickelte sich das Straßendorf entlang der Langstraße. Dieses Bauensemble steht heute vollständig unter Denkmalschutz. Ein weiteres markantes Bauwerk ist die aus Bruchsteinen und rotem Sandstein gebaute, spätklassizistische Schule (1848).
Wegen der günstigen Verkehrslage richtete die oranisch-nassauischen Landesherrschaft den „Steinbacher Markt“, einen Jahr- und Krammarkt ein, der seit 1768 jährlich Anfang Oktober stattfindet. Der Markt sollte eine Konkurrenz zum Dietkircher Markt im benachbarten kurtrierischen Ausland bilden. Im Jahr 1773 fand man aber eine friedliche Einigung. Seither ist dieser Markt eines der wichtigsten Feste in Steinbach und wird auch sehr gerne von Touristen und Einheimischen besucht.
Am 20. November 1913 gründete sich die Freiwillige Feuerwehr Steinbach und wählte Bürgermeister Wilhelm Bausch zu ihrem 1. Kommandanten. Den letzten Einsatz unter Kommandant Bausch hatte die Steinbacher Feuerwehr am 6. Juni 1933 beim Brand der Scheune des Joseph Schlitt in der Hauptstraße in Obertiefenbach.
Das heutige Feuerwehrhaus diente bis zum 31. Dezember 1971, dem Tag der Eingemeindung, als Rathaus. Im Jahr 1972 wurde eine Markt- und Sporthalle gebaut, die für den Steinbacher Markt, sportliche und gesellige Veranstaltungen zur Verfügung steht und im Jahr 1989 erweitert wurde. Im Jahr 1990 wurde der katholische Kindergarten „Maria Heimsuchung“ errichtet. Zum 1. Januar 2009 wurde Steinbach in das Dorferneuerungsprogramm des Landes Hessen aufgenommen.
Hessische Gebietsreform (1970–1977)
Zum 31. Dezember 1971 wurde im Zuge der Gebietsreform in Hessen die bis dahin selbständige Gemeinde Steinbach in die neugebildete Stadt Hadamar eingegliedert, nachdem im Jahr 1970 auch eine Hinwendung zur neu gebildeten Gemeinde Beselich im Gespräch war.
Die ehemals selbstständigen Gemeinden Hadamar, Niederweyer, Niederzeuzheim, Oberweyer, Oberzeuzheim und Steinbach bildeten die neue Stadtgemeinde Hadamar. Sitz der Gemeindeverwaltung wurde Hadamar.
Für diese ehemaligen Gemeinden wurde je ein Ortsbezirk gebildet.

### Verwaltungsgeschichte im Überblick
Die folgende Liste zeigt die Staaten und Verwaltungseinheiten, denen Steinbach angehört(e):
- vor 1711: Heiliges Römisches Reich, Fürstentum Nassau-Hadamar, Amt Hadamar
- 1711–1717: Heiliges Römisches Reich, Fürsten von Nassau-Siegen evangelisch, Amt Hadamar
- 1717–1743: Heiliges Römisches Reich, Fürsten von Nassau-Siegen katholisch, Amt Hadamar
- 1743–1806: Heiliges Römisches Reich, Fürsten von Nassau-Diez, die sich nunmehr Fürsten von Nassau-Oranien nennen, Amt Hadamar
- 1806–1813: Großherzogtum Berg,[Anm. 2] Département Sieg, Arrondissement Dillenburg, Kanton Hadamar
- 1813–1815: Fürstentum Nassau-Oranien, Amt Hadamar
- ab 1816: Herzogtum Nassau,[Anm. 3] Amt Hadamar
- ab 1849: Herzogtum Nassau, Kreisamt Hadamar[Anm. 4]
- ab 1854: Herzogtum Nassau, Amt Hadamar
- ab 1867: Norddeutscher Bund[Anm. 5], Königreich Preußen,[Anm. 6] Provinz Hessen-Nassau, Regierungsbezirk Wiesbaden, Oberlahnkreis[Anm. 7]
- ab 1871: Deutsches Reich, Königreich Preußen, Provinz Hessen-Nassau, Regierungsbezirk Wiesbaden, Oberlahnkreis
- ab 1886: Deutsches Reich, Königreich Preußen, Provinz Hessen-Nassau, Regierungsbezirk Wiesbaden, Kreis Limburg
- ab 1918: Deutsches Reich (Weimarer Republik), Freistaat Preußen, Provinz Hessen-Nassau, Regierungsbezirk Wiesbaden, Kreis Limburg
- ab 1944: Deutsches Reich, Freistaat Preußen, Provinz Nassau, Kreis Limburg
- ab 1945: Amerikanische Besatzungszone,[Anm. 8] Groß-Hessen, Regierungsbezirk Wiesbaden, Kreis Limburg
- ab 1946: Amerikanische Besatzungszone, Land Hessen, Regierungsbezirk Wiesbaden, Landkreis Limburg
- ab 1949: Bundesrepublik Deutschland, Land Hessen, Regierungsbezirk Wiesbaden, Landkreis Limburg
- ab 1968: Bundesrepublik Deutschland, Land Hessen, Regierungsbezirk Darmstadt, Landkreis Limburg
- ab 1972: Bundesrepublik Deutschland, Land Hessen, Regierungsbezirk Darmstadt, Landkreis Limburg, Stadt Hadamar[Anm. 9]
- ab 1974: Bundesrepublik Deutschland, Land Hessen, Regierungsbezirk Darmstadt, Landkreis Limburg-Weilburg, Stadt Hadamar
- ab 1981: Bundesrepublik Deutschland, Land Hessen, Regierungsbezirk Gießen, Landkreis Limburg-Weilburg, Stadt Hadamar

### Kirchengeschichte

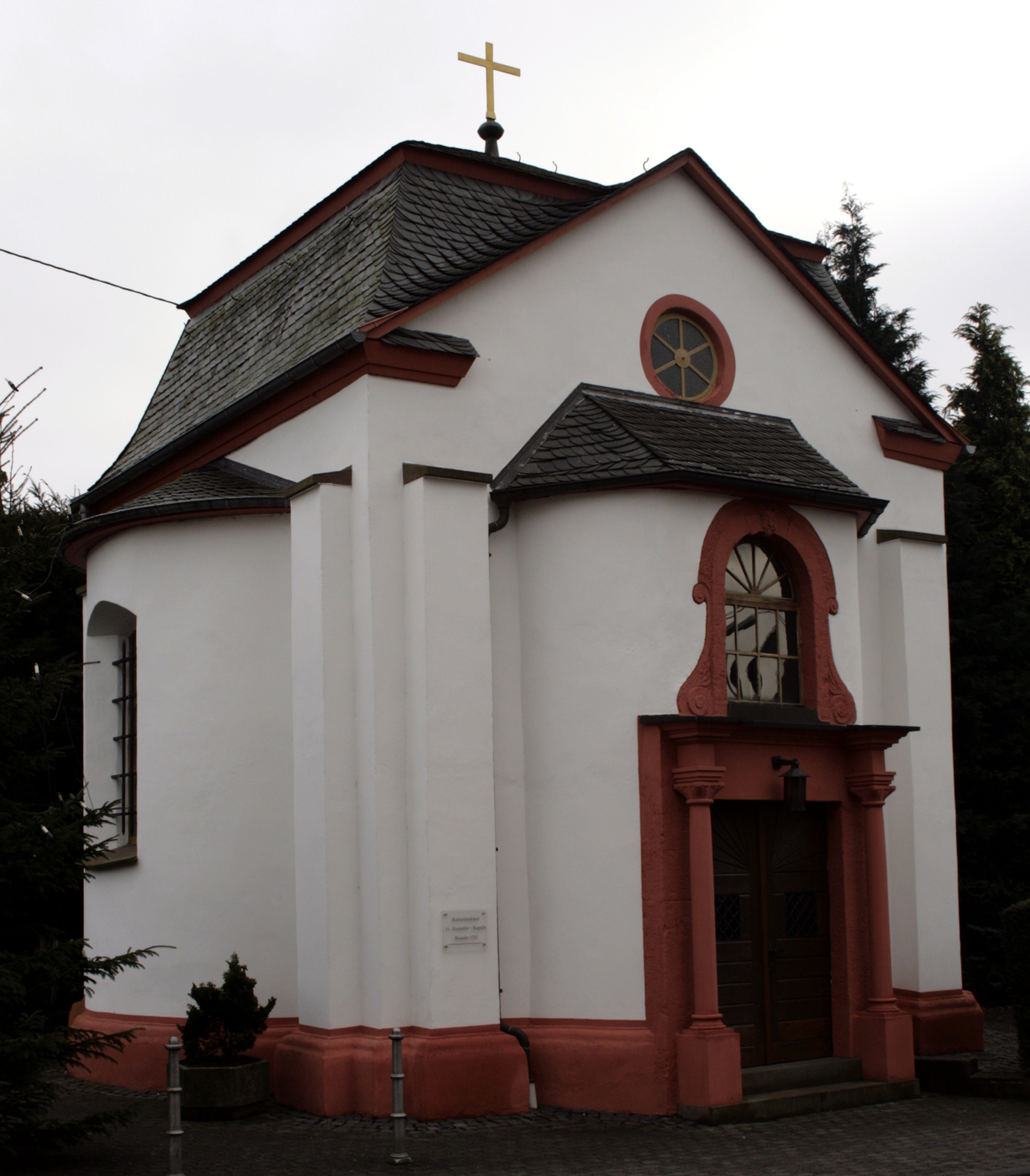
Nothelferkapelle

Lange Zeit gehörte Steinbach kirchlich zum Stift St. Lubentius in Dietkirchen.
Im Jahr 1564 wechselte der zuvor katholische Ort zum lutherischen Bekenntnis. Die Zuordnung zum Dietkircher Stift St. Lubentius wurde aufgelöst. Dafür kam Steinbach zum neu gebildeten Kirchspiel Oberweyer. Wenige Jahrzehnte später wurde der Ort mit seinem Landesherren calvinistisch. 1629 trat Landesherr Johann Ludwig zum Katholizismus über. Im folgenden Jahr setzte die Rekatholisierung der Grafschaft Nassau-Hadamar ein. Steinbach blieb fast dreihundert Jahre Filialort von Oberweyer. Erst in den 1920er Jahren wurde mit finanzieller Unterstützung der in die USA ausgewanderten Steinbacherin Maria Borbonus eine eigene Pfarrvikarie und kurz darauf eine Pfarrgemeinde gegründet. Bis heute ist der Ort mehrheitlich katholisch.
Ursprünglich stand auf dem Friedhof eine Kirche, die St. Johannes dem Täufer geweiht war. Diese Kirche wurde vermutlich im 12. Jahrhundert erbaut. Ihre erste eindeutige Erwähnung datiert allerdings auf 1440, die des Friedhofs auf 1470. 1820 wurde das Gebäude wegen seines schlechten Zustands abgerissen. Die 1513 gegossene „Johannesglocke“ aus dem Gotteshaus wurde im Herbst 2006 in einem kleinen Glockenturm am Standort der ehemaligen Kirche auf dem Friedhof installiert.
Die heutige Nothelfer-Kapelle ließ Fürst Franz Alexander von Nassau-Hadamar 1702 an der „Langen Meil“ als Marienkapelle errichten. Nach dem Abriss der alten Kirche auf dem Friedhof diente sie vorübergehend als Kirche. Die Umwidmung auf die 14 Nothelfer erfolgte im 19. Jahrhundert. Die Kapelle ist ein quadratischer Zentralbau mit typischen Merkmalen des Barock und romanischen Stilelementen. Eine große Marienstatue, die von den Statuen der 14 Nothelfer umringt ist, dominiert den Innenraum.
Da die Kapelle für die Gemeinde zu klein war, bildete sich 1882 ein Kirchenbauverein. 1887 wurde eine neue Kirche geweiht. Das neogotische Gebäude befand sich ca. 100 Meter von der heutigen Kirche entfernt zur Langstraße hin, was damals dem östlichen Ortsrand von Steinbach entsprach. Diese Kirche wurde wegen Gebäudeschäden, die vom feuchten Untergrund her rührten, in den 1960er Jahren abgerissen und durch den heutigen Kirchenbau ersetzt. Das neue Gebäude wurde nach Plänen des Wiesbadener Architekten Paul Johannbroer aus Miltenberger Sandstein errichtet und am 30. August 1964 als Mariä Heimsuchung eingesegnet. Die Bleiglasfenster stellen in ihrer oberen Hälfte die Verkündigung Mariens und in der unteren ihre Heimsuchung dar.

### Schulgeschichte

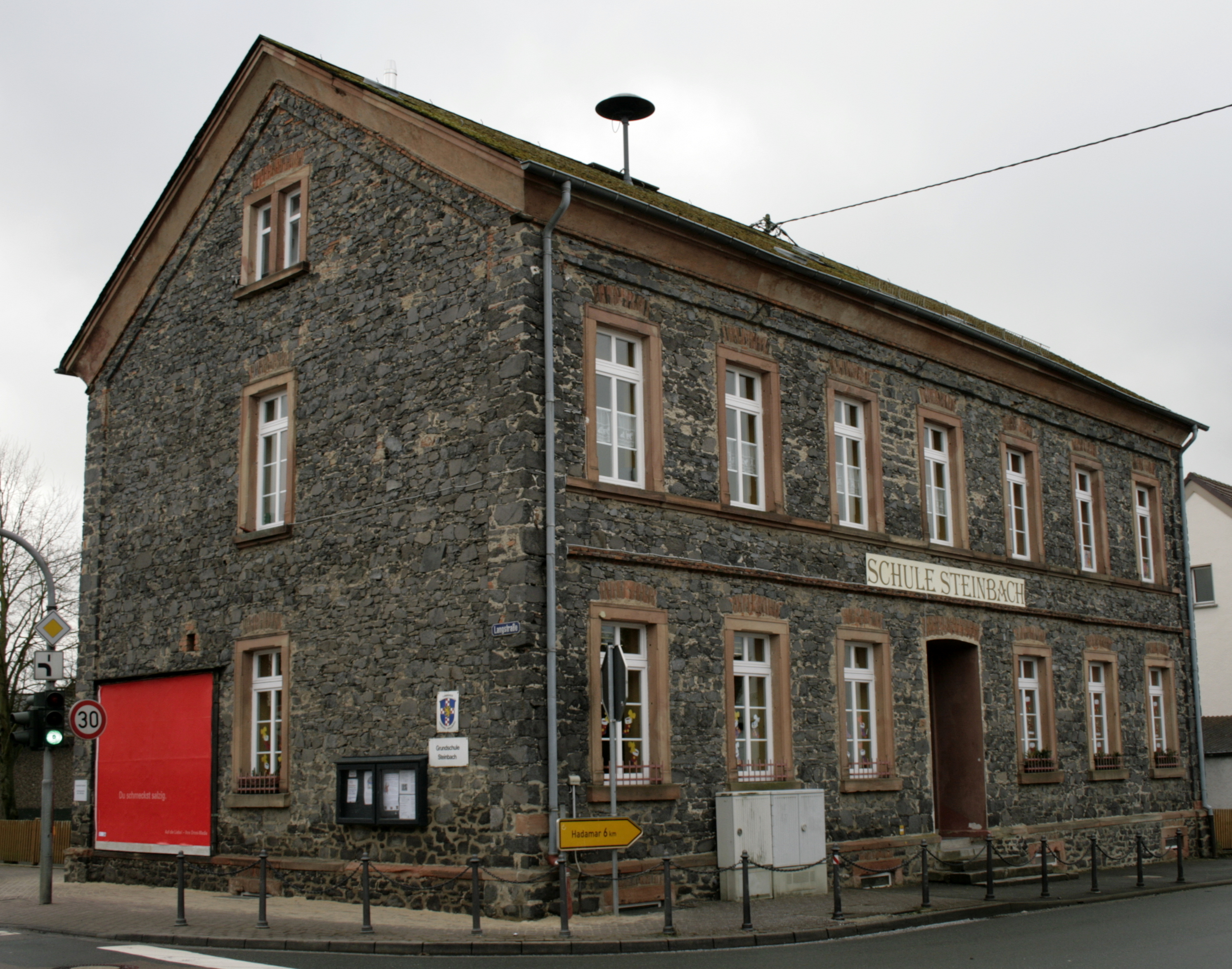
Grundschule

Der nassauische Herzog Wilhelm I. erließ am 24. März 1817 das Nassauische Schuledikt. Durch zwei weitere Beschlüsse vom 14. August 1819 und 12. August 1820 wurden die nassauischen Elementarlehrer verpflichtet, eine Schulchronik zu führen. Die Steinbacher Schulchronik berichtet von den Prüfungen, die regelmäßig im Frühjahr und Herbst stattfanden, über so manches Dorfgeschehnis, die wirtschaftliche Lage der örtlichen Lehrer sowie den Zustand der schulischen Einrichtungen.
In den ersten Jahren nach Errichtung der nassauischen Elementarschulen stand in Steinbach kein eigenes Schulgebäude zur Verfügung. Der Unterricht fand zunächst in den Privatwohnungen der Lehrer statt. Aus Platzgründen begann jedoch bald die Suche nach gemeindeeigenen Räumlichkeiten. Wie in vielen Orten der Gegend hatte Steinbach im 19. Jahrhundert ein Gemeindehaus mit Backstube. Das Steinbacher Gemeindehaus stand Anfang des 19. Jahrhunderts auf dem Platz des heutigen Feuerwehrhauses. Die Backstube befand sich im Erdgeschoss. Im ersten Obergeschoss gab es außerdem einen kleinen und einen großen Raum. In dem kleinen Raum wurden zuvor gelegentlich durchziehende Handwerksburschen des Nachts eingeschlossen oder es diente als Arrestzelle. Später wurde dieser Raum als Lehrerwohnung genutzt und der große Raum diente als Schulstube. Durch die Backstube im Erdgeschoss waren die oberen Räume an Backtagen gut beheizt. Um 1822 stürzte das alte Steinbacher Gemeindehaus mit der Backstube bei Umbauarbeiten ein. Im neu errichteten Gebäude gab es dann wiederum eine Schulstube.
Bis zum Jahr 1846 reiften in Steinbach die Pläne für ein neues, großes Schulgebäude. Es wurde beschlossen, den Neubau an der „Chaussee“ auf dem Gemeindegarten zu errichten. Die damalige Chaussee war Teil der Langen Meil, die von Limburg kam und an der Steinbacher Nothelferkapelle von 1702 vorbeiführte. Dort, an der heutigen Ecke Langstraße / Hadamarer Straße, befand sich damals die Baumschule des Ortes. Sie musste dem Schulgebäude weichen. Am 28. April 1846 wurde der Grundstein für die heutige Steinbacher Schule gelegt. Im selben Jahr entstanden das Mauerwerk und das Dach. Die Fertigstellung hatte sich jedoch im Jahr 1847 beträchtlich verzögert. Am 28. Oktober 1848 wurde schließlich das neue Schulhaus vom Oberweyerer Pfarrer Schmalz gesegnet und danach durch die Schulverantwortlichen seiner Bestimmung übergeben.
 Die Steinbacher Hauptlehrer und Schulleiter von den Anfängen bis 2008 
| Von-Bis                   | Name                  | Herkunftsort    | Vorherige Stelle | Nachherige Stelle |
| ------------------------- | --------------------- | --------------- | ---------------- | ----------------- |
| ca. (1720–1770)           | Demer, Johann         | Steinbach       |                  |                   |
| ca. 1780                  | Demer, Andreas        | Steinbach       |                  |                   |
| ca. 1784                  | Abel, Johann          | Niederhadamar   |                  | Ahlbach           |
| 1792 – ca. 1802           | Demer, Andreas        | Steinbach       |                  |                   |
| ca. (1804–1810)           | Heep, Johann Wilhelm  | Hangenmeilingen |                  |                   |
| ca. 1810                  | Wiederstein, Jakob    | Höhn            |                  | Offheim           |
| 1813–1817                 | May, Johannes         | Ellar           |                  | Hachenburg        |
| 1817 – 17.10.1818         | Engel (Eigel?), Jakob | Ahlbach         |                  |                   |
| 17.10.1818 – Mai 1819     | May, Johannes         | Ellar           | Hachenburg       | Obertiefenbach    |
| Mai 1819 – Oktober 1819   | (Nicht bekannt)       |                 |                  |                   |
| Oktober 1819 – 01.05.1848 | May, Johannes         | Ellar           | Obertiefenbach   |                   |
| 01.05.1848 – 1854         | Hilb, Wilhelm         | Dehrn           | Niederhadamar    |                   |
| 13.11.1854–08.01.1890     | Steinhauer, Johann    | Hintermeilingen | Obergladbach     |                   |
| 01.04.1890–30.06.1895     | Triesch, Wilhelm      | Hintermeilingen | Espenschied      | Oberweyer         |
| 01.07.1895–30.09.1908     | Feldes, Heinrich      | Schönberg       | Hundsangen       | Mühlen            |
| 01.10.1908–31.04.1909     | Krönung, Karl         | Frankfurt       |                  | Oberrod           |
| 01.05.1909 – 1946         | Schmitt, Ferdinand    | Obertiefenbach  | Oberrod          |                   |
| 01.09.1946–31.03.1954     | Kühnl, Hugo           | Lanz / Böhmen   | Falkenau / Eger  |                   |
| 01.04.1954–31.07.1976     | Schott, Norbert       | Obertiefenbach  |                  | Dehrn             |
| 01.08.1976 – 1998         | Stähler, Hans Wilhelm |                 |                  |                   |
| 1998–2008                 | Janda, Reinhold       | Steinbach       | Niederzeuzheim   | Wehen             |

Anmerkungen:
1. Ungesicherte Zeiträume sind als „ca. (Zeitraum)“ dargestellt; ansonsten bezieht sich das „ca.“ auf die unmittelbar folgende Jahreszahl.
2. Die Unterscheidung nach Herkunftsort und dem Ort der vorherigen Stelle war aufgrund der Quelle[11] nicht immer verlässlich möglich; im Zweifelsfall wurde die Orts-Angabe unter „Herkunftsort“ eingetragen.

### Bevölkerung
Einwohnerentwicklung
| Steinbach: Einwohnerzahlen von 1834 bis 2019 | Steinbach: Einwohnerzahlen von 1834 bis 2019 | Steinbach: Einwohnerzahlen von 1834 bis 2019 | Steinbach: Einwohnerzahlen von 1834 bis 2019 | Steinbach: Einwohnerzahlen von 1834 bis 2019 |
| --- | -------------------------------------------- | -------------------------------------------- | -------------------------------------------- | -------------------------------------------- |
| Jahr |                                              |                                              |                                              | Einwohner                                    |
| 1834 | 1834                                         |                                              | 361                                          | 361                                          |
| 1840 | 1840                                         |                                              | 387                                          | 387                                          |
| 1846 | 1846                                         |                                              | 433                                          | 433                                          |
| 1852 | 1852                                         |                                              | 505                                          | 505                                          |
| 1858 | 1858                                         |                                              | 533                                          | 533                                          |
| 1864 | 1864                                         |                                              | 546                                          | 546                                          |
| 1871 | 1871                                         |                                              | 553                                          | 553                                          |
| 1875 | 1875                                         |                                              | 570                                          | 570                                          |
| 1885 | 1885                                         |                                              | 550                                          | 550                                          |
| 1895 | 1895                                         |                                              | 549                                          | 549                                          |
| 1905 | 1905                                         |                                              | 588                                          | 588                                          |
| 1910 | 1910                                         |                                              | 641                                          | 641                                          |
| 1925 | 1925                                         |                                              | 688                                          | 688                                          |
| 1939 | 1939                                         |                                              | 645                                          | 645                                          |
| 1946 | 1946                                         |                                              | 866                                          | 866                                          |
| 1950 | 1950                                         |                                              | 810                                          | 810                                          |
| 1956 | 1956                                         |                                              | 741                                          | 741                                          |
| 1961 | 1961                                         |                                              | 739                                          | 739                                          |
| 1967 | 1967                                         |                                              | 827                                          | 827                                          |
| 1970 | 1970                                         |                                              | 894                                          | 894                                          |
| 1980 | 1980                                         |                                              | ?                                            | ?                                            |
| 1990 | 1990                                         |                                              | ?                                            | ?                                            |
| 2000 | 2000                                         |                                              | ?                                            | ?                                            |
| 2011 | 2011                                         |                                              | 1.197                                        | 1.197                                        |
| 2019 | 2019                                         |                                              | 1.170                                        | 1.170                                        |
| Datenquelle: Historisches Gemeindeverzeichnis für Hessen: Die Bevölkerung der Gemeinden 1834 bis 1967. Wiesbaden: Hessisches Statistisches Landesamt, 1968. Weitere Quellen: LAGIS; Gemeinde Hadamar; Zensus 2011 |                                              |                                              |                                              |                                              |

Einwohnerstruktur 2011
Nach den Erhebungen des Zensus 2011 lebten am Stichtag, dem 9. Mai 2011, in Steinbach 1197 Einwohner. Darunter waren 90 (7,5 %) Ausländer.
Nach dem Lebensalter waren 240 Einwohner unter 18 Jahren, 425 zwischen 18 und 49, 222 zwischen 50 und 64 und 213 Einwohner waren älter.
Die Einwohner lebten in 465 Haushalten. Davon waren 114 Singlehaushalte, 120 Paare ohne Kinder und 186 Paare mit Kindern, sowie 39 Alleinerziehende und 6 Wohngemeinschaften. In 93 Haushalten lebten ausschließlich Senioren und in 315 Haushaltungen lebten keine Senioren.

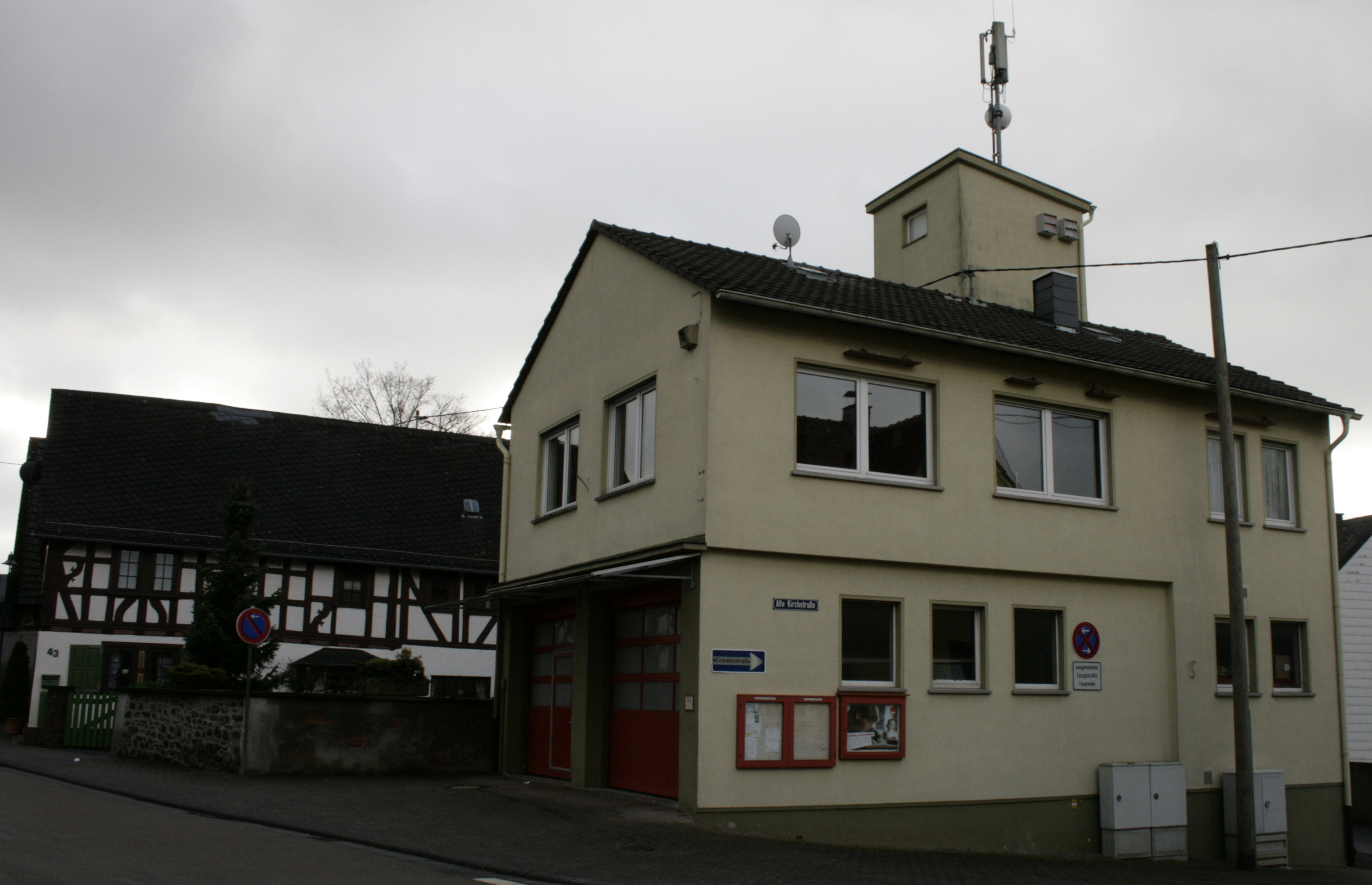
Ehemaliges Rathaus, heute Feuerwehrhaus

Religionszugehörigkeit
| • 1885: | 02 evangelische (= 0,36 %), 548 katholische (= 99,64 %) Einwohner |
| • 1961: | 21 evangelische (= 2,84 %), 718 katholische (= 97,16 %) Einwohner |

## Politik
Für den Stadtteil Steinbach besteht ein Ortsbezirk (Gebiete der ehemaligen Gemeinde Steinbach) mit Ortsbeirat und Ortsvorsteher nach der Hessischen Gemeindeordnung.
Der Ortsbeirat Steinbach besteht aus fünf Mitgliedern. Bei den Kommunalwahlen in Hessen 2021 betrug die Wahlbeteiligung zum Ortsbeirat 54,46 %. Dabei wurden gewählt: ein Mitglied der SPD, zwei Mitglieder der CDU, ein Mitglied des Bündnis 90/Die Grünen und ein Mitglied der „Freien Wählergemeinschaft Hadamar“ (FWG). Der Ortsbeirat wählte Michael Hofmann zum Ortsvorsteher.

## Kultur und Sehenswürdigkeiten

### Vereine
In Steinbach sind die nachfolgenden Einrichtungen bzw. Vereine aktiv tätig: Die im Jahr 1913 gegründete Freiwillige Feuerwehr Steinbach (ab 14. Juni 1980 mit Jugendfeuerwehr), der Fußballclub, der Förderverein für die Grundschule, der Gymnastikverein, die katholische Frauengemeinschaft, der Männergesangverein „Sängerlust-Liederblüte“, der Schützenverein „St. Sebastian“ sowie der Verein für Kultur, Geschichte und Dorfentwicklung „Unser Dorf Steinbach e. V.“

### Bauwerke

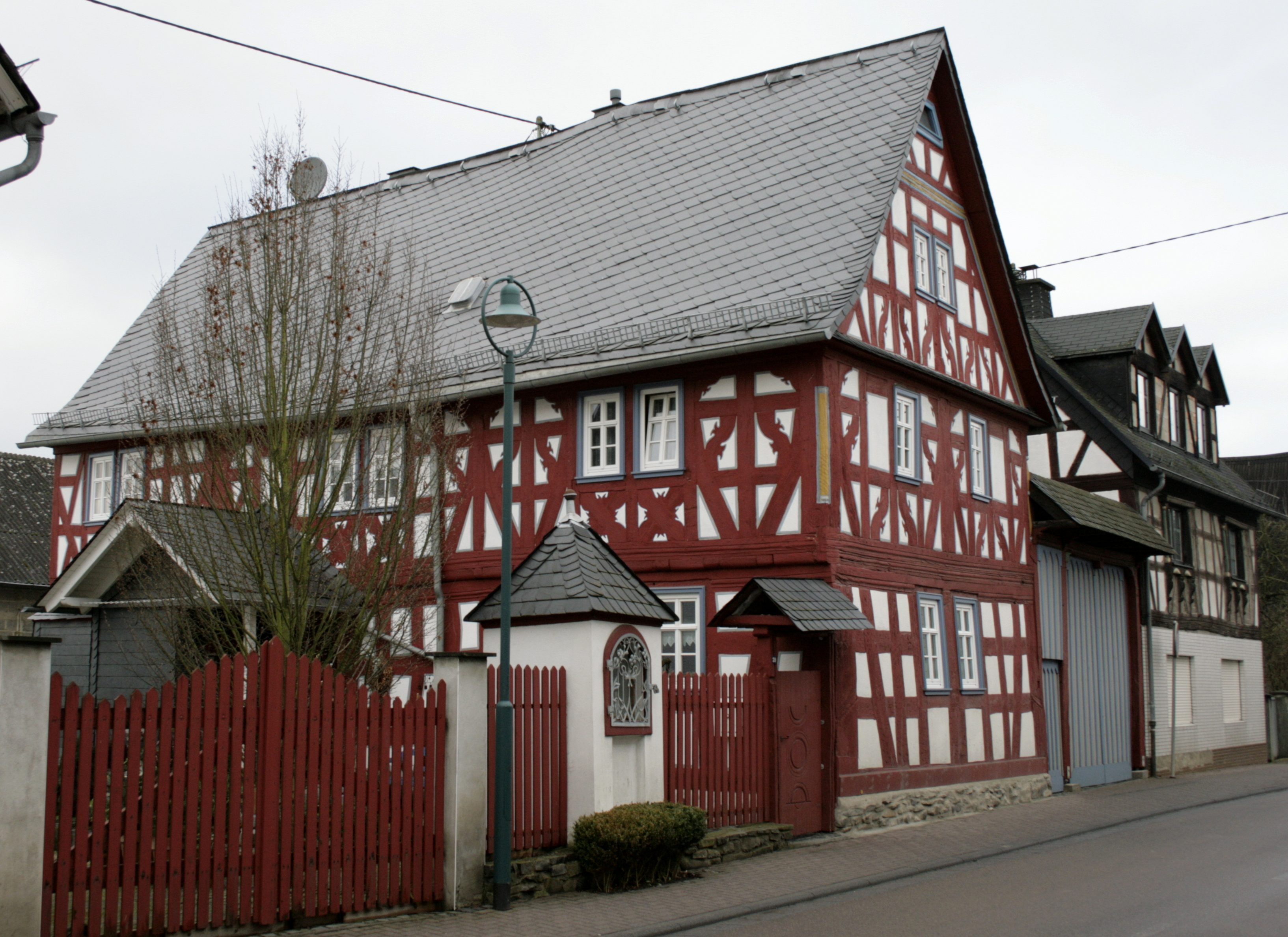
Fachwerkhaus in der Langgasse

Das Dorf Steinbach lag ursprünglich zwischen der heutigen mittleren Langstraße und dem Friedhof, welcher sich seit frühester Zeit am Westrand des Ortes auf einem kleinen Plateau oberhalb der feuchten Bruchwiesen befindet. Vom 19. bis 29. August 1646 lagerten Soldaten des Erzherzogs Leopold Wilhelm von Österreich (einem Sohn Kaiser Ferdinands II.) im Gebiet zwischen Schadeck, Dehrn, Ahlbach und Niedertiefenbach. Sie brachen in sämtlichen umliegenden Dörfern bis hinauf nach Rennerod die Häuser ab und verfeuerten das Bauholz im Heerlager. Steinbach wurde dabei vollständig verwüstet. Nach dem Krieg legten die Steinbacher eine neue Hauptstraße am östlichen Rand des alten Ortes an. Hieraus entstand die heutige Langstraße. Die historische Bausubstanz Steinbachs findet sich daher im Wesentlichen entlang der Langstraße im Abschnitt vom Rathaus bis in die vordere Oberweyerer Straße sowie in der oberen Hadamarer Straße.

## Infrastruktur
Seit dem Jahr 1913 sorgt die Freiwillige Feuerwehr Steinbach (seit 14. Juni 1980 mit Jugendfeuerwehr) für den abwehrenden Brandschutz und die allgemeine Hilfe in diesem Ort.

## Persönlichkeiten
- Johann Wilhelm Bausch (1774–1840), Bischof von Limburg
- Joseph Blum (1831–1888), Grubenbesitzer, Bürgermeister und nassauischer Abgeordneter
- Franz Häuser (1945), Jurist, von 2003 bis 2010 Rektor der Universität Leipzig
- Valentin Horn (1901–1992), Veterinärmediziner und Agrarwissenschaftler, Professor an den Universitäten Ankara und Gießen, Rektor der Justus-Liebig-Universität Gießen von 1953 bis 1955
- Jacob Preuß (1768–1826), Landwirt, Schultheiß und nassauischer Abgeordneter